# Guilherme Paraense
Guilherme Paraense (ur. 25 czerwca 1884 w Belém, zm. 18 kwietnia 1968 w Rio de Janeiro) – brazylijski strzelec, dwukrotny medalista olimpijski.
Paraense wystąpił w czterech konkurencjach na igrzyskach w Antwerpii. Zdobył dwa medale olimpijskie, w tym złoto w pistolecie wojskowym z 30 m. Było to pierwsze w historii złoto olimpijskie wywalczone przez brazylijskiego sportowca. W zawodach drużynowych w strzelaniu z pistoletu dowolnego z 50 m zdobył brązowy medal.
Po zdobyciu złotego medalu został osobiście przyjęty przez ówczesnego prezydenta Brazylii. Zmarł na zawał serca w 1968 roku, uhonorowany pośmiertnie przez armię brazylijską.